# Asterix e Latraviata
Asterix e Latraviata (francês Astérix et Latraviata) é o 31.º álbum da série de banda desenhada franco-belga Astérix, escrito e ilustrado por Albert Uderzo e publicado em 2001. É o sétimo álbum produzido apenas por Uderzo, após o falecimento de René Goscinny em 1977.

## Argumento
No aniversário de Astérix e Obélix, as mães de ambos vem de Condate, trazendo de presente uma espada e um elmo romanos. Revoltados com os filhos estarem solteiros, fazem planos de arranjar esposas que não dão certo. Em Condate, os pais de Asterix e Obelix, donos de uma loja de modernidades onde um ex-soldado alcóolatra (Romeomontaigus, de Astérix e o Presente de César) deixou a espada e elmo dados de presente, são presos. As armas são de Pompeu, rival de Júlio César que quer novamente governar Roma. Para recuperá-las, um decurião chama a atriz Latraviata para se passar por Falbalá, explorando o amor não correspondido de Obelix para conseguir as armas.